# آندریا ایکاردی
آندریا ایکاردی (ایتالیایی: Andrea Icardi؛ زادهٔ ۱۴ ژوئن ۱۹۶۳) بازیکن فوتبال اهل ایتالیا است.

## باشگاهی
از باشگاه‌هایی که در آن بازی کرده‌است می‌توان به باشگاه فوتبال هلاس ورونا، باشگاه ورزشی لاتزیو، باشگاه فوتبال آتالانتا، و باشگاه فوتبال آ.ث. میلان اشاره کرد.

## تیم ملی
وی همچنین در تیم ملی فوتبال زیر ۲۱ سال ایتالیا بازی کرده‌است.